# Dinu Gavrilescu
Dinu Gavrilescu (n. 15 decembrie 1939) este un om politic român, fost ministru.